# Metanomeuta
Metanomeuta là một chi bướm đêm thuộc họ Yponomeutidae.

## Các loài
- Metanomeuta fulvicrinis - Meyrick, 1935
- Metanomeuta zonoceros - Meyrick, 1935